# České dráhy

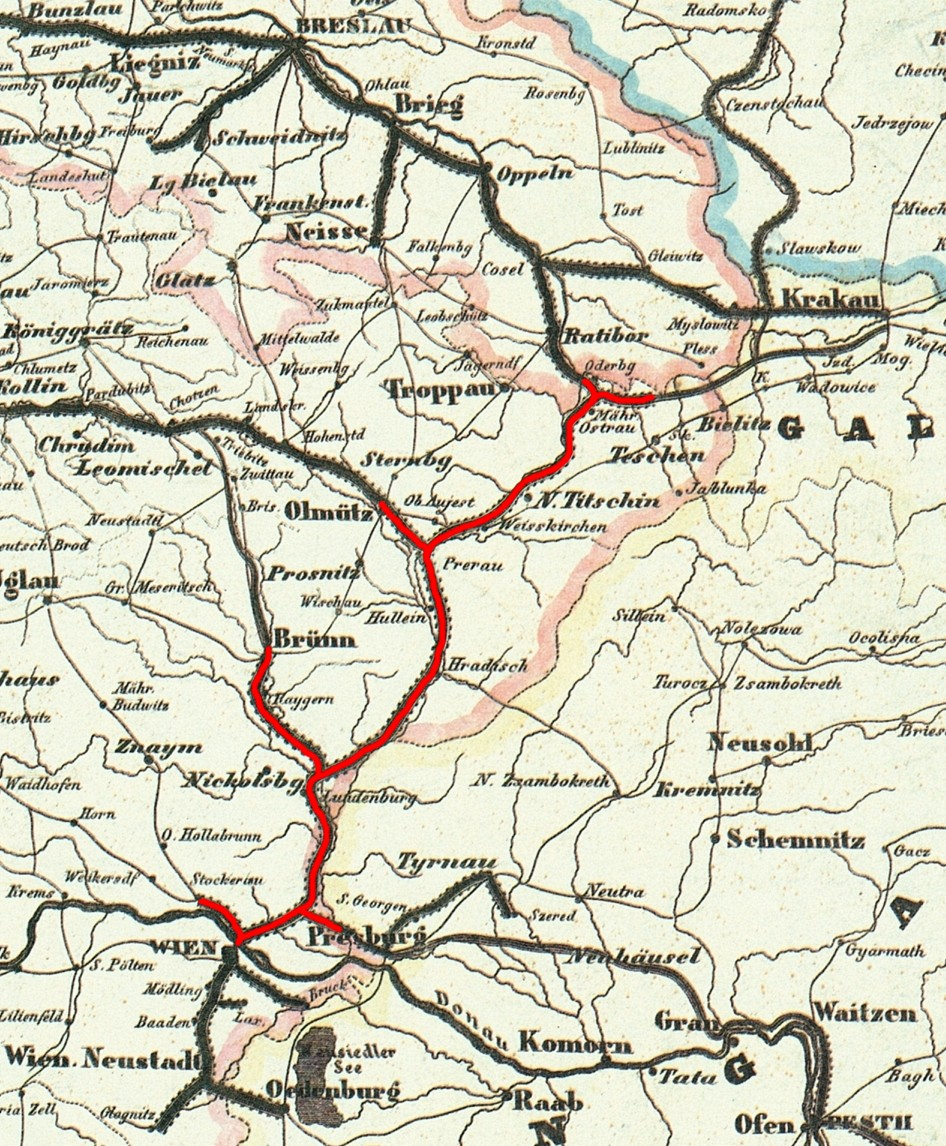
Карта Северной железной дороги императора Фердинанда по состоянию на 1849 год (красный).
Путь до Кракова был завершен лишь в 1856 году.

Логотип ČD

Чешские железные дороги (чеш. České dráhy, a.s., ČD) — чешская компания, пассажирский железнодорожный оператор. Образованы в 1993 году, после распада Чехословакии и разделения железных дорог Чехословакии (чеш. Československé státní dráhy).
Протяжённость линий железных дорог составляет 9 441 км, в том числе 96 км узкоколейных дорог. Основная ширина колеи 1 435 мм.
В локомотивном парке тепловозы и электровозы. Пассажирские перевозки выполняются также электропоездами, дизель-поездами, рельсовыми автобусами (ČD Class 810).

## Деятельность
В 2008 году компанией České dráhy было перевезено 175,2 млн пассажиров.
Чистая прибыль в 2015 году составила -1,35 млрд крон, в 2016 году - 882 млн крон. Убыток от пассажирских перевозок в 2016 году снизился до 644 млн крон с предыдущих 1,42 млрд крон. Прибыль от грузоперевозок в 2016 году выросла на 359 млн крон до 935 млн крон.. В 2019 году прибыль компании составила 1,315 млрд крон. 

## Железнодорожные связи со смежными странами
- Такая же колея — 1 435 мм.
  -  Австрия — смена напряжения (25 кВ переменного тока/15 кВ переменного).
  -  Германия — смена напряжения (3 кВ постоянного тока/15 кВ переменного).
  -  Польша — напряжение 3 кВ постоянного тока.
  -  Словакия — напряжение 3 кВ постоянного тока или 25 кВ переменного.

## История
Первая железнодорожная линия на территории нынешней Чехии была проложена в 1837 году, это была линия Северная дорога Кайзера Фердинанда (чеш. Severní dráha císaře Ferdinanda), соединившая Вену и Краков.